# Cimetière Saint-Roch (Valenciennes)

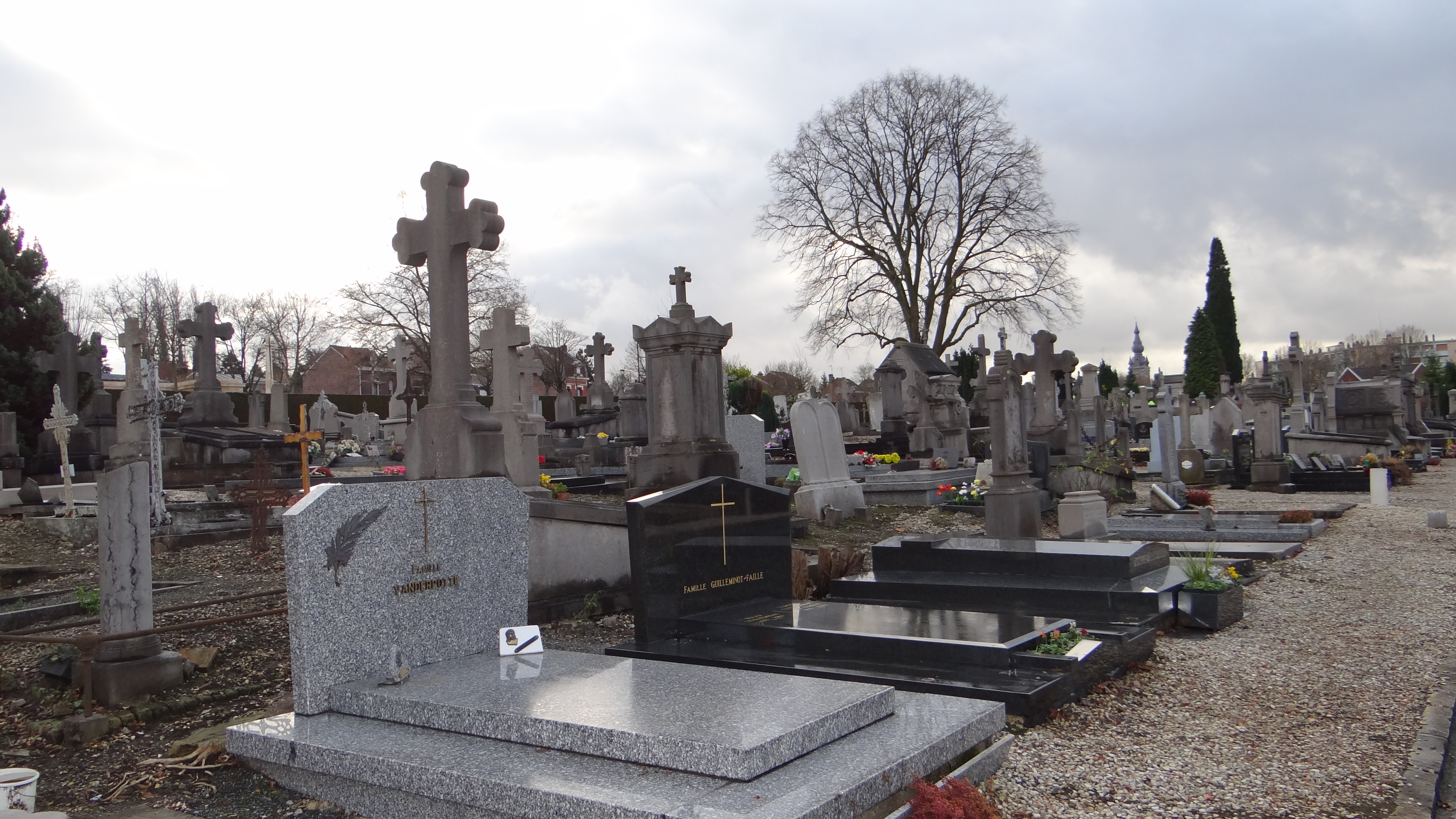
Cimetière Saint-Roch

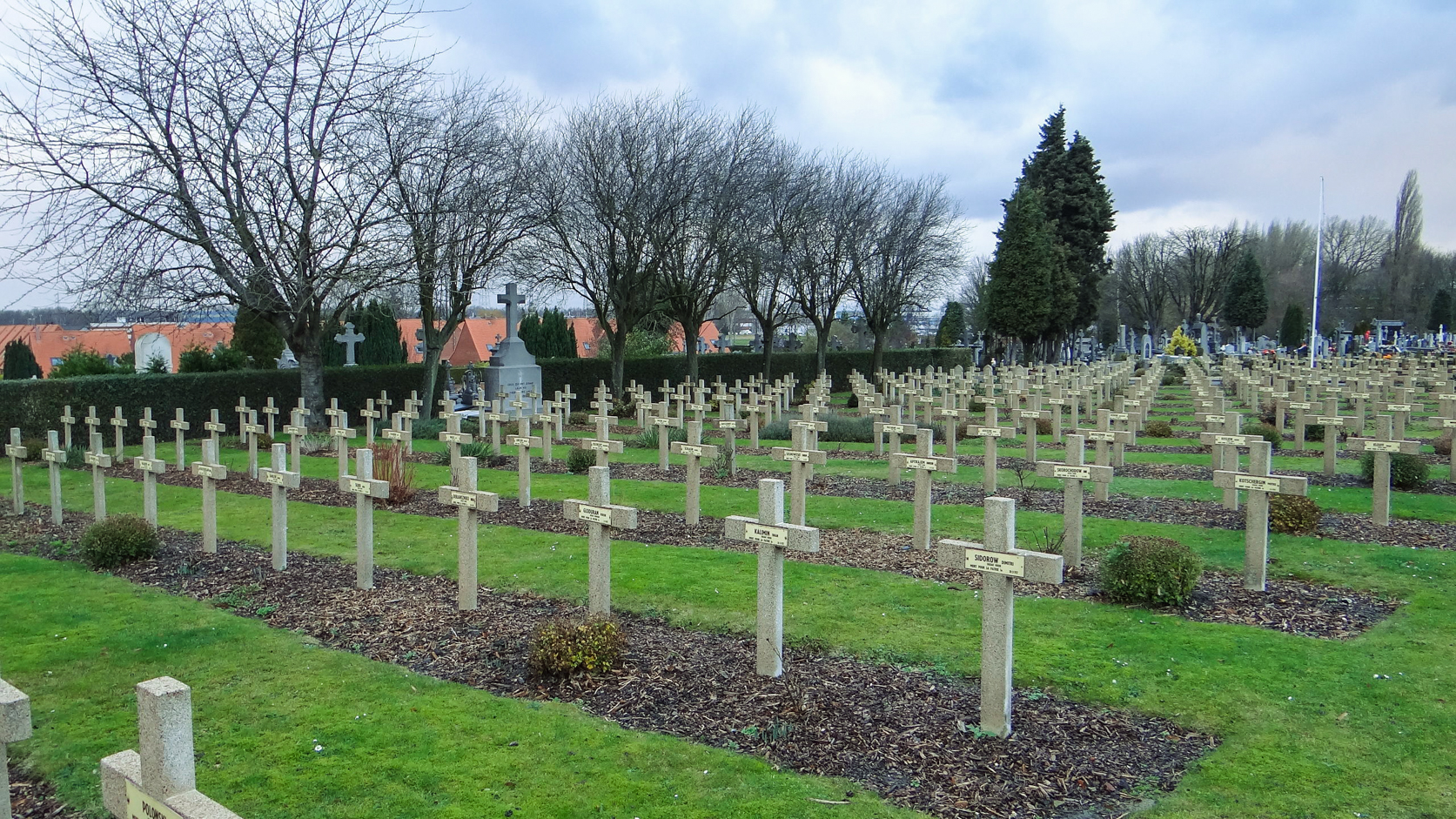
Frans militair perk

De Cimetière Saint-Roch is een gemeentelijke begraafplaats in de Franse stad Valenciennes in het Noorderdepartement. De begraafplaats ligt zo'n kilometer ten noordoosten van de oude stadskern, in de wijken langs de weg naar Saint-Saulve.
De begraafplaats is zo'n 7 ha groot en telt ongeveer 17.000 graven. De begraafplaats werd in 1792 gecreëerd. Het oudste graf dateert uit 1797.
Tijdens de Eerste Wereldoorlog lag Valenciennes in Duits bezet gebied. De Duitsers gebruikten de begraafplaats in de zomer van 1914 en breidden die aan de zuidoostkant uit. In het najaar van 1918 werden daarnaast Britse perken aangelegd. De Duitse graven werden later overgebracht naar elders. Op de begraafplaats bevinden zich nu militaire perken met Franse, 208 Russische en 922 Britse gesneuvelden uit de Eerste Wereldoorlog.

## Bekende personen
- Jean-Baptiste Carpeaux, beeldhouwer en kunstschilder
- Henri Durre, socialistisch afgevaardigde, gedood in Anzin op 18 oktober 1918
- Denise Glaser, televisiepresentatrice en producente

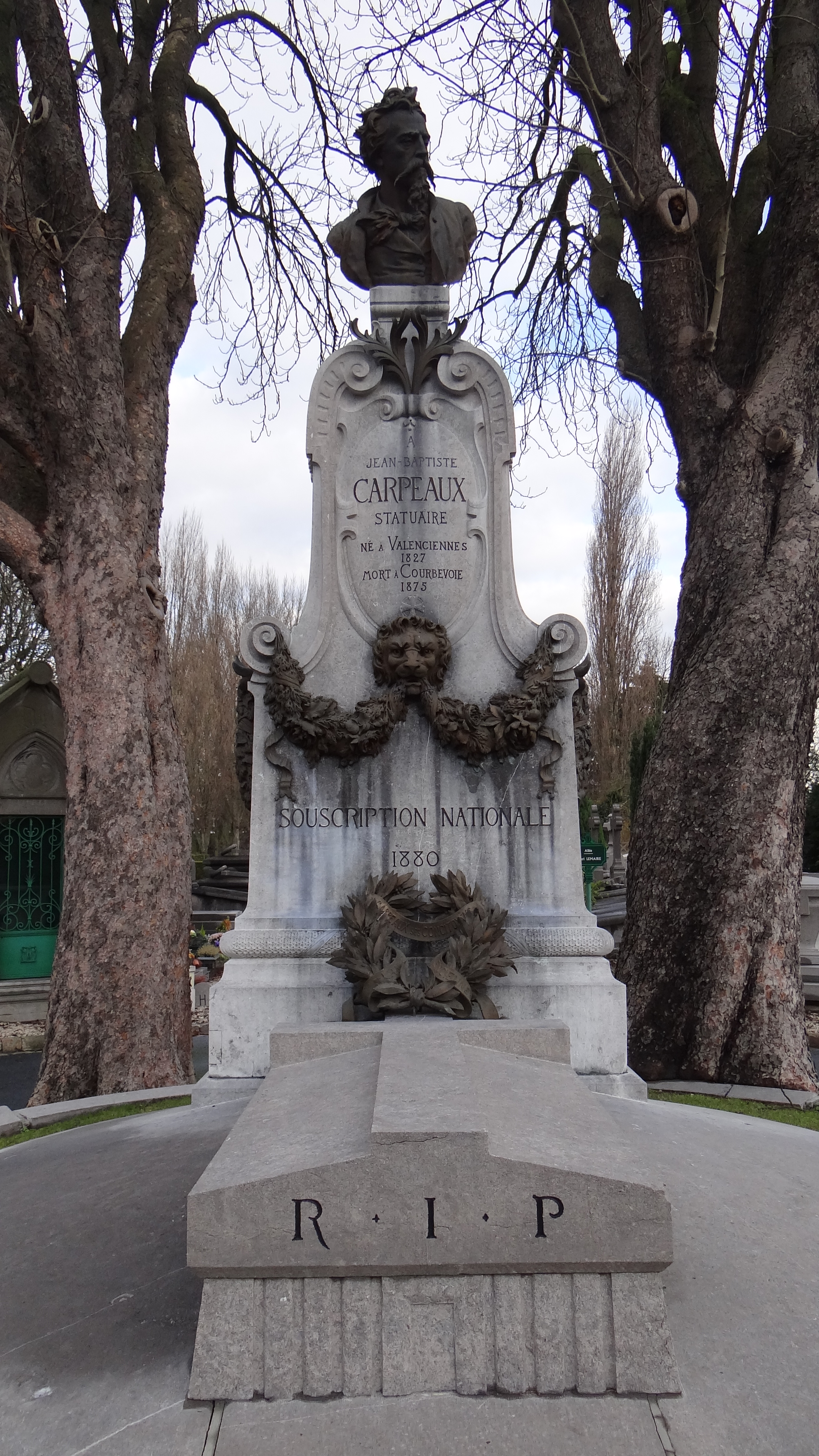
Jean-Baptiste Carpeaux
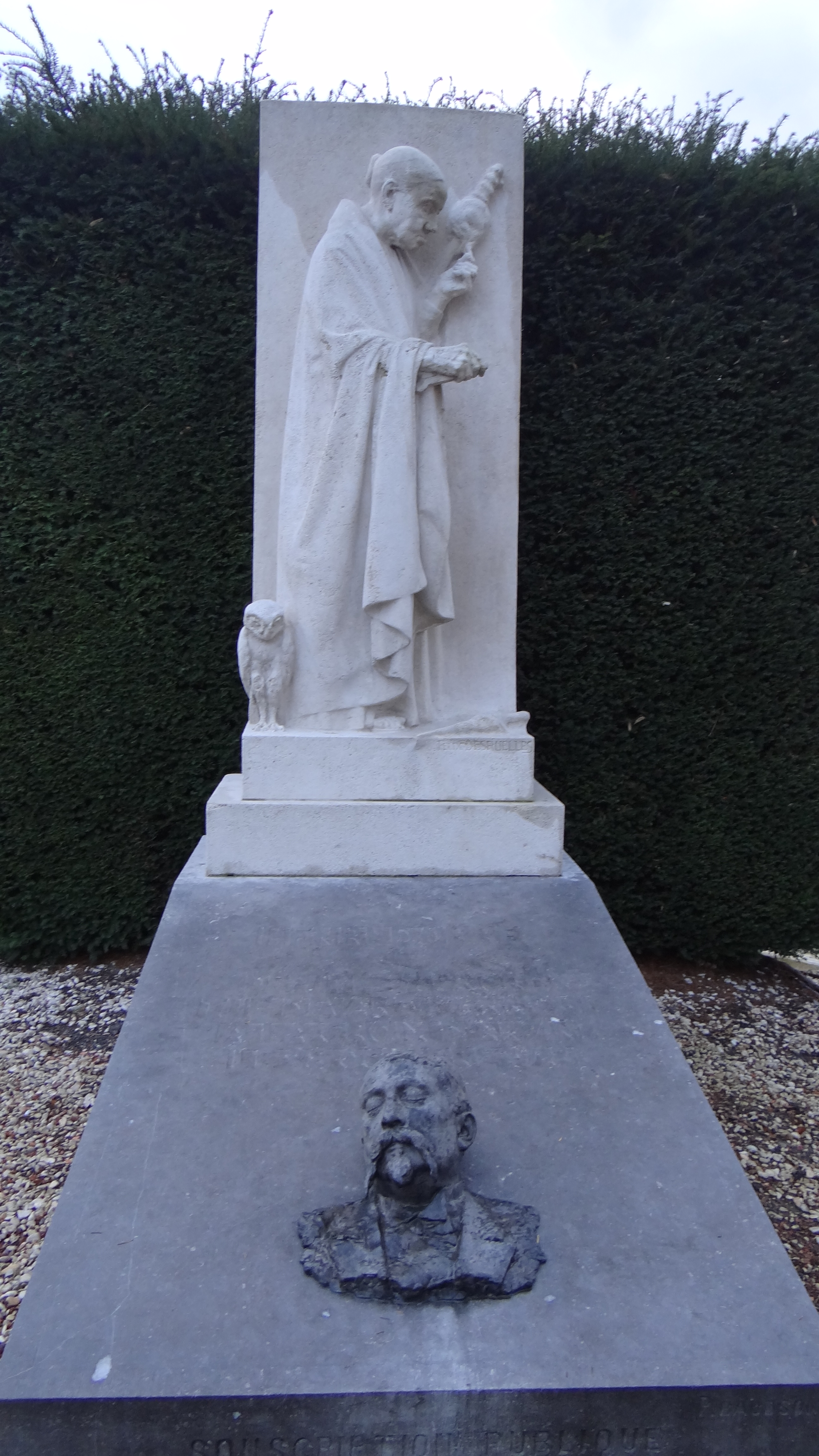
Henri Durre
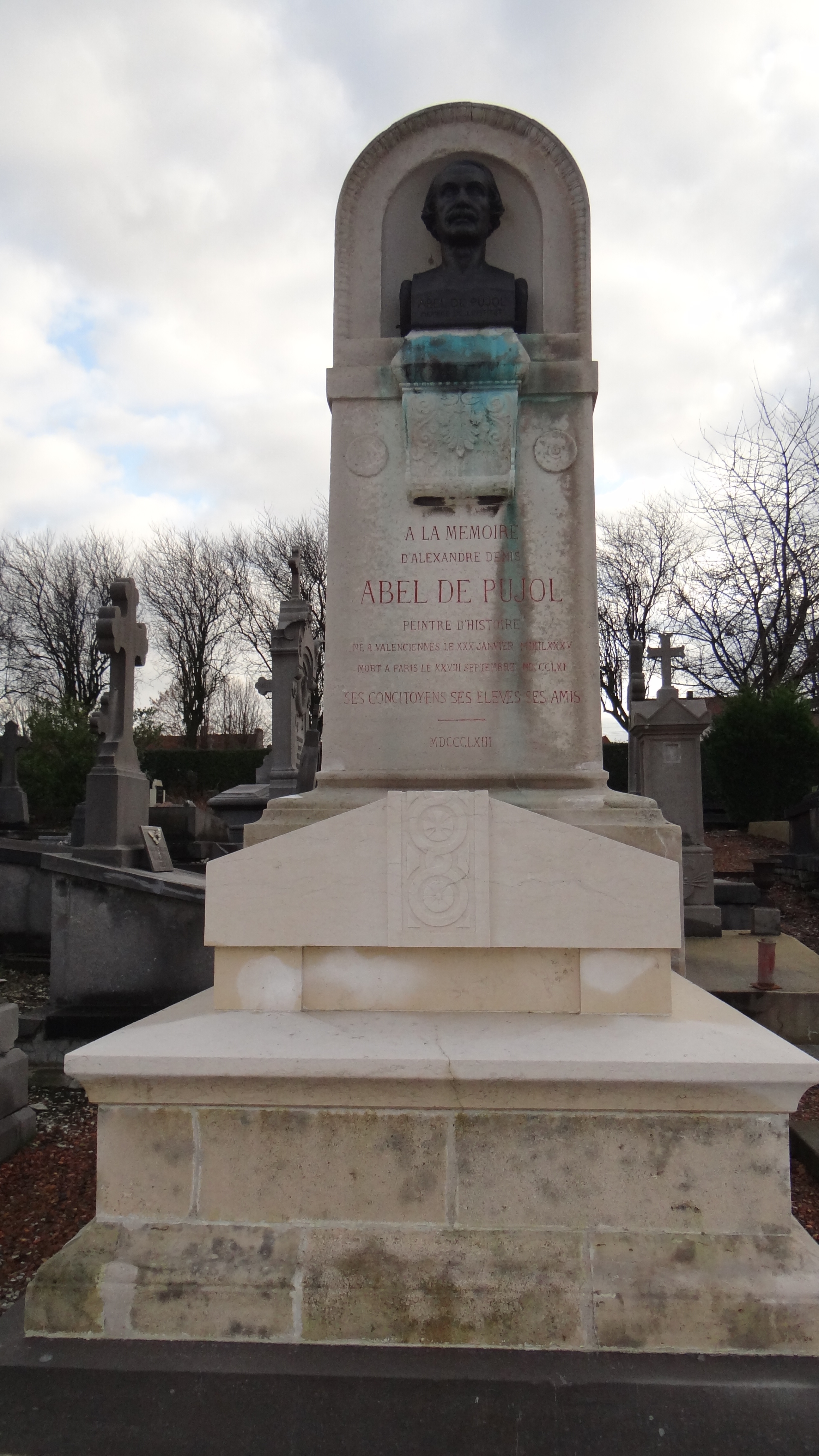
Abel de Pujol

## Britse oorlogsgraven
Op de begraafplaats bevindt zich een Brits militair perk. Het Brits perk werd ontworpen door Charles Holden en ligt centraal vooraan, bij de andere militaire perken. Ze wordt onderhouden door de Commonwealth War Graves Commission en is daar geregistreerd onder Valenciennes (St. Roch) Communal Cemetery. Er liggen 885 gesneuvelden uit de Eerste Wereldoorlog, waarvan 37 niet geïdentificeerde. Op het perk staat het Cross of Sacrifice en de Stone of Remembrance vlak na elkaar direct aan de toegang dat bestaat uit een monumentaal poortgebouw met zuilen en een hek.

### Eerste Wereldoorlog
Het Brits perk ontstond in de herfst van 1918 naast het toenmalig Duits militair perk. In de eerste perken werden de gesneuvelden uit de laatste oorlogsmaanden begraven. In de volgende perken werden 348 Britse graven uit het Duits perk overgebracht. Ook enkele Britse graven uit een paar andere begraafplaatsen uit de omgeving werden naar hier overgebracht. Er werden graven overbracht uit Artres British Cemetery in Artres en uit Mont-des-Bruyères British Cemetery in Saint-Amand-les-Eaux.

### Tweede Wereldoorlog
Er liggen ook 34 gesneuvelden uit de Tweede Wereldoorlog. Behalve 1 waren het allemaal leden van luchtmachteenheden. Er rusten 22 Britten van de Royal Air Force Volunteer Reserve, 5 Canadezen van de Canadian Air Force, 4 Nieuw-Zeelanders van de Royal New Zealand Air Force en 2 Australiërs van de Royal Australian Air Force. Zij werden neergeschoten toen ze missies uitvoerden naar doelen in de bezette gebieden.

### Onderscheiden militairen
- Arthur Maxwell Labouchere , majoor bij de Oxford and Bucks Light Infantry en P.B. Stairs, luitenant bij de Canadian Field Artillery werden onderscheiden met de Distinguished Service Order (DSO).
- majoor Cecil Alfred Bourne; de kapiteins R. Middleton, Guy Steel Peebles MacMeeken, Noel Thomas Hartley en G.T. Dodge; de luitenants O.L. Lantz en J.S. Coolahan en de onderluitenants John Charles Reed, Charles A. Richards en Ian Skene werden onderscheiden met het Military Cross (MC).
- A. Craig en J.R. Murray, beiden sergeant bij de Canadian Infantry en William Murray, sergeant bij de Australian Infantry, A.I.F. werden onderscheiden met de Distinguished Conduct Medal (DCM).
- de kwartiermeester-sergeanten W.B.J. Hayne en E. Diggle en sergeant Henry Thomson Dartnall werden onderscheiden met de Meritorious Service Medal (MSM).
- er zijn 21 militairen die de Military Medal ontvingen (MM). Sergeant W.J. Groves ontving deze onderscheiding driemaal (MM and 2 Bars). Onderluitenant Frances Edward Brooks en koporaal C.A. Waterman ontvingen deze onderscheiding tweemaal (MM and Bar).